# Autorretrato com Julie (1789)
Autorretrato com Julie (ou Autorretrato à la Grega) é uma pintura a óleo sobre madeira de Élisabeth Vigée Le Brun, criada em 1789, no auge da Revolução Francesa, que retrata a artista em um abraço terno com sua filha, Julie. A pintura reimagina o Autorretrato com Julie (Ternura Materna) de 1787 da artista, vestindo as figuras com trajes clássicos, em consonância com a ascensão do Neoclassicismo. A pintura destaca a habilidade técnica de Vigée Le Brun, bem como sua identidade artística e independência, especialmente em uma época em que a arte era um campo dominado pelos homens. A obra está atualmente no acervo do Louvre.

## Descrição
Ao contrário de seus autorretratos anteriores, nos quais ela veste trajes elegantes, porém modestos, aqui Vigée Le Brun é retratada com uma vestimenta clássica, de caimento solto. O tecido branco, evocativo de trajes gregos ou romanos antigos, é enrolado sobre um ombro e preso por um lenço vermelho amarrado sob o busto, enquanto seda verde cobre suas pernas e seu cabelo sem empoar é adornado com uma fita vermelha. A decisão de se vestir dessa maneira carrega um significado multifacetado. O traje de Vigée Le Brun ecoa a estética clássica que se tornou cada vez mais popular no final do século XVIII, alinhando sua imagem a ideais atemporais de beleza e virtude. Isso não foi apenas uma demonstração de sua habilidade excepcional em reproduzir tecidos, mas um movimento deliberado para elevar sua identidade artística. Ao se conectar à antiguidade clássica, Vigée Le Brun reivindica um espaço na tradição masculina da "arte erudita", frequentemente associada à pintura histórica e a temas clássicos.

## Antecedentes e Contexto
Vigée Le Brun criou "Autorretrato com Julie" (Autorretrato à la Grecque) em 1789, no auge da Revolução Francesa. Antes da Revolução, imagens de maternidade eram populares entre as mulheres da classe alta, que constituíam a principal clientela de Vigée Le Brun. Muitas das obras que Vigée Le Brun realizou nesse contexto mostravam uma imagem idealizada da "boa mãe", em consonância com as normas sociais da época.
Devido aos seus laços estreitos com a monarquia como retratista de Maria Antonieta, Vigée Le Brun enfrentou o exílio em 1789, após a Tomada da Bastilha. Sua cidadania foi revogada, embora tenha sido restaurada menos de uma década depois. Durante o exílio, Vigée Le Brun viajou com a filha para a Itália e pintou em outros lugares da Europa até retornar à França em 1802, onde publicou suas memórias. Sua obra antes e depois da queda da monarquia reflete a mudança de sentimento político na sociedade francesa.